# سنگوکو (بازی ویدئویی ۲۰۱۱)
سنگوکو: راه و روش مبارز (انگلیسی: Sengoku: Way of the Warrior) یک بازی ویدئویی گرند استراتژی است که به دست پارادوکس دولوپمنت استودیو ساخته و به دست پارادوکس اینتراکتیو منتشر شده‌است.

## گیم پلی
در این بازی، بازیکن نقش یک اشراف‌زاده ژاپنی در سال ۱۴۷۷ میلادی را بازی می‌کند. نام بازی به معنای «کشورهای در جنگ» می‌باشد و به دوران سنگوکو اشاره دارد. این بازی به پادشاهان صلیبی ۲، یک بازی دیگر از پارادوکس شباهت دارد. اشراف‌زادگان عنوان‌هایی دارند که با توجه به اعتبار و شهرت آن، درآمد و مقدار زمین نگه داری شده به دستشان تعیین می‌گردد. روابط با توجه به صفات شخصیت‌ها تفاوت دارد. تعداد سربازها و کشتی‌ها با توجه به روابط سرزمین‌های تبعه نسبت به شما متغیر است. بازیکن می‌تواند مزدور نیز استخدام کند. قراردادهای صلح با نگه داری گروگان‌ها بسته می‌شوند.

## نقدهای بازی
| گردآورنده | امتیاز |
| --------- | ------ |
| متاکریتیک | 70/100 |

| ناشر                 | امتیاز |
| -------------------- | ------ |
| پی‌سی گیمر (بریتانیا) | 71%    |
| پی‌سی پاورپلی         | 5/10   |

این بازی با توجه به بازبینی جمعی در سایت متاکریتیک نقدهای متوسطی دریافت کرد.
این بازی به خاطر نداشتن ماموریت‌ها و انعطاف‌پذیری، برخلاف دیگر بازی‌های پارادوکس به دست وبگاه وارگیمز نقد شده‌است.